# Ruakaka
Pour l’article homonyme, voir Ruakaka (fleuve).
La ville de  Ruakaka est une petite localité du nord de l’Île du Nord de la Nouvelle-Zélande.

## Situation
Elle est localisée à approximativement 30 kilomètres au sud de la ville de Whangarei dans la zone de la Baie des Daurades (en).
C’était initialement une petite communauté de bord de mer, mais Ruakaka a dû son développement durant les années 1980 au fait de sa proximité avec l’expansion de la principale raffinerie du pays, qui est située à Marsden Point (en).
Une autre usine installée récemment pour le traitement des troncs d’arbres est aussi située à Marsden Point, ce qui a stimulé la croissance de la ville .

## Toponymie
Ruakaka est une combinaison de  2 mots :rua et kākā, rua, qui est un mot Maori pour "terrier" et kaka un perroquet natif de Nouvelle-Zélande (le Nestor superbe ou Nestor meridionalis).

## Population
La population de la zone statistique de Marsden Point-Ruakaka était de 3543  habitants lors du recensement de 2013 en Nouvelle-Zélande, néanmoins en diminution de 885 personnes par rapport au recensement de 2006  et à celui de 2001, correspondant à la fin des grands travaux pour la raffinerie et les centrales adjacentes.

## Histoire
La zone de Ruakaka est localisée sur la baie des Daurades (en), qui fut ainsi désignée par le Capitaine James Cook durant son premier voyage en Nouvelle-Zélande, quand il visita la région le 25 novembre 1769.
Elle fut dénommée en raison de la facilité pour y avoir péché  90 à 100  daurades , peu de temps après avoir jeté l’ancre.

## Caractéristique
La zone en général est formée de la plage de Ruakaka, le centre-ville de Ruakaka et Marsden Point (en).
D’autres localités de la baie, telles que One Tree Point, Takahiwai et même Waipu sont souvent incluses dans la localité en général, si on regarde la zone (latitude=-35.8833, longitude=174.4000)

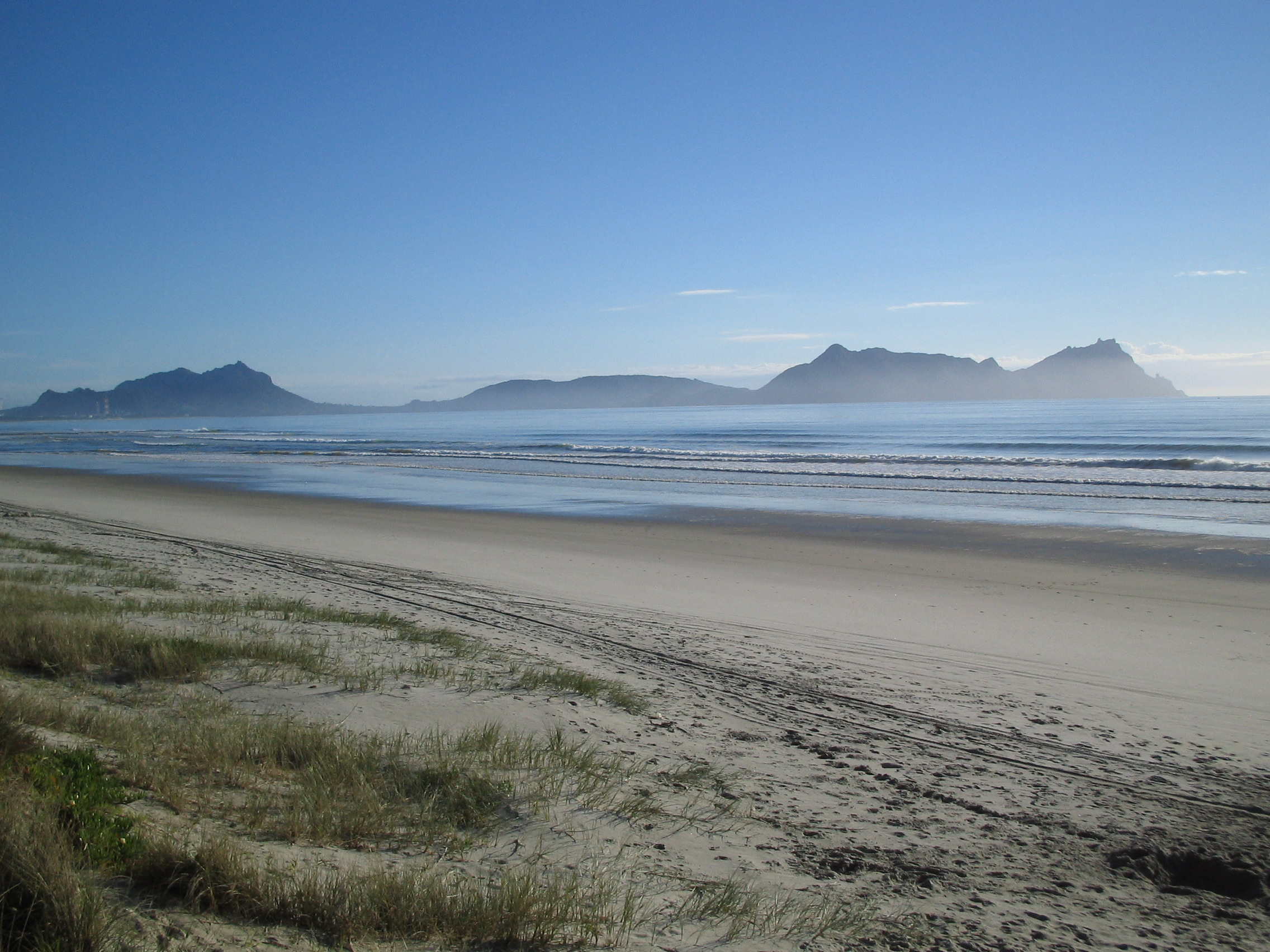
Plage de “Ruakaka Beach”,octobre 2005

La plage Ruakaka Beach siège près de l’embouchure du fleuve Ruakaka, qui abrite une réserve d’oiseaux rares et des parcs de vacances réputés (en).
C’est une zone de résidence primaire formée d’un mélange de résidences permanentes et d’abris de plage.
La baie a une jolie plage de sable blanc regardant vers le promontoire de promontoire de Bream Head (en), et plus loin, les îles de Hen and Chicken (en) et Sail Rock (pas le sail rock de Russie!).

## Projets de chemins de fer
Un embranchement ferroviaire de la ligne de chemin de fer en direction de  Marsden Point à partir de la localité d’Oakleigh sur la ligne nord d’Auckland (en) a récemment été proposé.
Cet embranchement de branche de Mardsen Point (en) devrait desservir principalement pour le fret, mais le Northland Regional Land Transport Committee a suggéré que les trains de passagers pour les liaisons entre Ruakaka et Whangarei seraient une option possible à long terme.

## Climat
La localisation de la région entraîne la survenue d’été chauds et humides et d’hivers doux.
Les températures d’été typiques vont de  22 °C à 26 °C (72 °F à 79 °F), donc Ruakaka est un des lieux des plus chauds du pays et les gelées sont pratiquement inconnues.
Les mois les plus chauds sont janvier et février.
Les chutes de pluie sont typiquement pour la région de  500 mm à 2000 mm.
Les vents tout le long de l’année sont orientés de façon prédominante à partir du sud-ouest. Ruakaka bénéficie donc d’une version chaude du climat océanique proche du Climat subtropical humide, ce qui est un caractère typique du climat du Northland.
| Mois                              | jan. | fév. | mars | avril | mai  | juin | jui. | août | sep. | oct. | nov. | déc. | année |
| --------------------------------- | ---- | ---- | ---- | ----- | ---- | ---- | ---- | ---- | ---- | ---- | ---- | ---- | ----- |
| Température minimale moyenne (°C) | 15,3 | 15,9 | 14,7 | 13,3  | 10,8 | 8,2  | 7,9  | 8,4  | 9,5  | 10,9 | 11,9 | 14   | 11,7  |
| Température moyenne (°C)          | 20,1 | 20,4 | 19,2 | 17,2  | 14,9 | 12,4 | 11,8 | 12,3 | 13,6 | 15,2 | 16,5 | 18,7 | 16    |
| Température maximale moyenne (°C) | 24,9 | 24,8 | 23,7 | 21,1  | 18,9 | 16,6 | 15,6 | 16,2 | 17,6 | 19,5 | 21   | 23,4 | 20,3  |

| Diagramme climatique                                  |            |            |            |            |           |           |           |           |            |          |          |
| J                                                     | F          | M          | A          | M          | J         | J         | A         | S         | O          | N        | D        |
| 24,915,380                                            | 24,815,980 | 23,714,780 | 21,113,380 | 18,910,880 | 16,68,280 | 15,67,980 | 16,28,480 | 17,69,580 | 19,510,980 | 2111,980 | 23,41480 |
| Moyennes : • Temp. maxi et mini °C • Précipitation mm |            |            |            |            |           |           |           |           |            |          |          |

## Économie
Le centre de la ville de Ruakaka s’est développé en arrière-plan de l’expansion de la raffinerie de Marsden Point Oil Refinery (en) dans les années 1980, car les services étaient nécessaires pour supporter l’important afflux de travailleurs venant de tous les points du monde et dont la compétence était nécessaire pour le projet.
Un questionnement du gouvernement porta sur le pourcentage de revenus investis dans le projet, qui puisse être dépensé dans les communautés locales, qui soit autorisé, pour provisionner des services qui n'étaient pas présents ou trouvés de façon facile dans les villes de cette taille (e.g. des terrains de squash, des terrains de sports ).
Le village de la centrale électrique de Marsden fut aussi construit pour supporter les Centrales de Marsden (A & B) (en), qui ont depuis été démolies.
La zone est maintenant le siège d’une promotion pour la vie de bord de plage.

## Éducation
- L'école collège de Bream Bay (en) est une école secondaire (allant des années 7 à 15) avec un effectif de 457 élèves[6].

- L’école  de Ruakaka  contribue au primaire (allant des années 1 à 6).

Elle a un effectif de 127 élèves.
L’école de Ruakaka ouvrit en 1898 dans le nord de Ruakaka.
Jusqu’en 1916, c’était une école à mi-temps partageant son enseignant avec l’école de Mata School. L’école fut déplacée sur son site actuel en 1912.
Le fonctionnement du Bream Bay College débuta en 1972, comme une configuration pour les années 3  à 7) (allant de 9 à 13 ans) sur le site de la Waipu District High School.
Elle se déplaça vers Ruakaka en février 1974 et se développa pour inclure les niveaux 1 et  2 (soit les enfants de 7 à 8 ans) ,.
Les deux écoles sont mixtes et ont un taux de décile de 4.

## Attractions et paysages
Ci-dessous la liste des attractions touristiques et des paysages particuliers du secteur de Ruakaka :
- Courses de chevaux de Ruakaka
- Centre pour les visiteurs de la raffinerie de pétrole de Nouvelle-Zélande